# Després de tu
Després de tu és una sèrie de televisió valenciana coproduïda per À Punt, TV3 i IB3 i la primera de la història com a resultat d'una col·laboració entre eixos tres canals dels Països Catalans. És una comèdia dramàtica pensada per a un públic familiar i té dues temporades de 42 episodis. Es va estrenar el 6 de febrer del 2022 en una emissió simultània pels tres canals públics, que es va emetre per parells els diumenges. La primera temporada tingué un cost de 1,1 milions d'euros, que es repartiren entre les tres televisions. El 23 d'abril de 2023 es va estrenar la segona temporada.

## Argument
Pau és un pare de família que intenta refer la vida després de la mort sobtada de Raquel, la seua dona. Aquest procés de dol no serà gens fàcil, ni per a Pau ni per als seus fills adolescents, dels quals mai s'ha ocupat del tot i que viuen el dol a la seua manera. L'únic que ajuda Pau a superar eixe tràngol és el fet que pot veure i parlar amb Raquel com si estiguera viva i sense que ningú se n’adone.

## Repartiment
- Sergio Caballero com a Pau
- Verònica Andrés com a Raquel
- Roberto Hoyo com a Òscar
- Carla Pascual com a Alba
- Amparo Moreno com a Encarna
- Carles Sanjaime com a Artur
- Borja Espinosa com a Valentí

## Producció i rodatge
Després de tu és la primera sèrie de televisió produïda conjuntament per À Punt, TV3 i IB3, amb les productores Albena i Minoria Absoluta. Ha costat 1.150.000 euros, dels quals À Punt ha pagat el 65%; TV3, el 25%; i IB3, el 10% restant. El rodatge es va allargar set setmanes i hi van participar setanta persones, amb una mitjana de 16 pàgines de guió gravades diàriament i sobretot al Centre de Producció de Programes de Burjassot —per bé que algunes escenes exteriors són filmades a Burjassot mateix, aixina com a València i Godella. El gener de 2023 va començar el rodatge de la segona temporada, que consta de 22 capítols de 25 minuts.
La direcció de la producció és de Carles Alberola i Chon González, mentre que els guions són obra de Júlia Cot, Patrícia Pardo, Gualalupe Sáez, Jordi López Casanovas i el mateix Chon González.